# Montée de la Selle de Fromentel
La montée de la Selle de Fromentel est une route de montagne du massif du Jura, située sur l'ancienne commune de Virieu-le-Petit (désormais rattachée à Arvière-en-Valromey) dans le département de l'Ain.

## Cyclisme

### Tour de France
Cette montée est empruntée pour la première fois par les coureurs du Tour de France en 2020.
| Edition | Etape | Etape                  | Versant | Catégorie | Premier au sommet | Premier au sommet |
| ------- | ----- | ---------------------- | ------- | --------- | ----------------- | ----------------- |
| 2020    | 15    | Lyon → Grand Colombier | Nord    | 1re       | Jesús Herrada     | Cofidis           |